# Cantonul Chaumont-Nord
Cantonul Chaumont-Nord este un canton din arondismentul Chaumont, departamentul Haute-Marne, regiunea Champagne-Ardenne, Franța.

## Comune
- Brethenay
- Chamarandes-Choignes
- Chaumont (parțial, reședință)
- Condes
- Euffigneix
- Jonchery
- Laville-aux-Bois
- Riaucourt
- Treix